# Maxim Iglinskiy

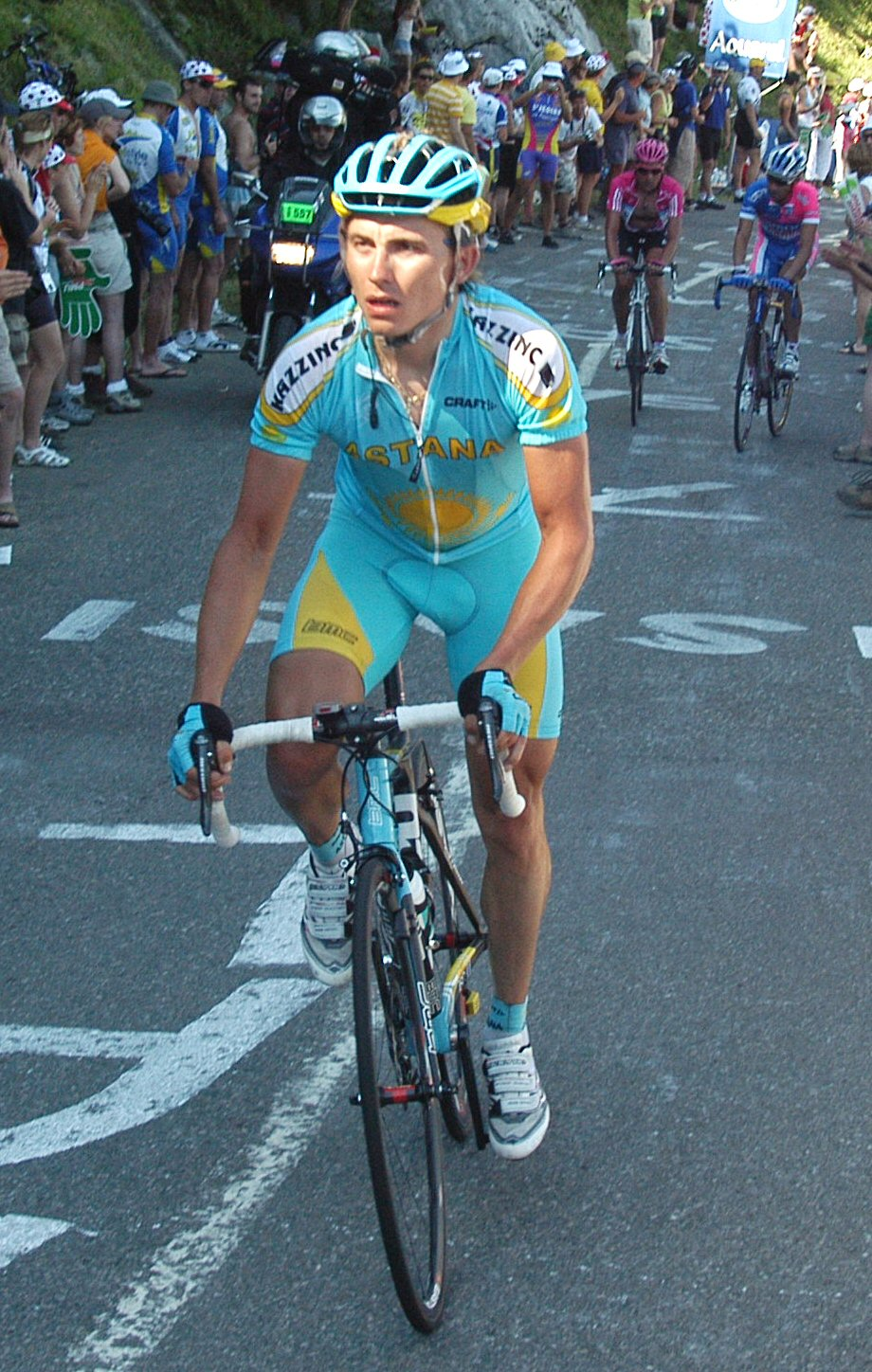
Maxim Iglinskiy en el Tour de Francia 2007.

Maxim Iglinskiy (18 de abril de 1981) es un ciclista kazajo.
Debutó como profesional en 2005 con el equipo Domina Vacanze. Era especialista en contrarreloj.
Su victoria más importante fue la Lieja-Bastoña-Lieja 2012, donde sobrepasó a Vincenzo Nibali en el mismísimo Ans.
Es hermano del también ciclista profesional Valentin Iglinskiy.
El 1 de octubre de 2014 se anunció un positivo por EPO en un control con fecha del 1 de agosto.

## Palmarés
2004
- 3.º en el Campeonato de Kazajistán en Ruta
- 1* 2002  Vuelta Independencia Nacional
- 1 2004 Vuelta Independencia Nacional
- 1 etapa del Tour de Grecia
- 2.º en el Campeonato Asiático en Ruta

2005
- Gran Premio Ciudad de Camaiore
- 1 ºetapa de la Vuelta a Alemania
- 2en el Campeonato de Kazajistán Contrarreloj

2006
- Campeonato de Kazajistán Contrarreloj
- 3.º en el Campeonato de Kazajistán en Ruta

2007
- 1 etapa de la Dauphiné Libéré
- Campeonato de Kazajistán en Ruta

2008
- 1 etapa del Tour de Romandía

2010
- Montepaschi Strade Bianche

2012
- Lieja-Bastoña-Lieja

2013
- 1 etapa de la Vuelta a Bélgica
- Tour de Almaty

2014
- 2.º en el Campeonato Asiático en Ruta

## Resultados en Grandes Vueltas y Campeonatos del Mundo
| Carrera         | Carrera         | 2005 | 2006 | 2007 | 2008 | 2009 | 2010  | 2011  | 2012  | 2013 | 2014  |
| --------------- | --------------- | ---- | ---- | ---- | ---- | ---- | ----- | ----- | ----- | ---- | ----- |
|                 | Giro de Italia  | —    | —    | —    | 55.º | —    | —     | —     | —     | —    | —     |
|                 | Tour de Francia | 37.º | Ab.  | Ab.  | —    | —    | 131.º | 105.º | 116.º | —    | 129.º |
|                 | Vuelta a España | —    | —    | —    | —    | Ab.  | —     | —     | —     | Ab.  | —     |
| Mundial en Ruta | Mundial en Ruta | Ab.  | —    | —    | —    | 97.º | —     | 112.º | —     | 8.º  | —     |

—: no participa

Ab.: abandono

## Equipos
- Capec (2004)[2]
- T-Mobile Team (2004)[3]
- Domina Vacanze (2005)
- Team Milram (2006)
- Astana (2007-2014)
  - Astana (2007-2010)
  - Pro Team Astana (2011)
  - Astana Pro Team (2012-2014)